# CeramicSpeed
CeramicSpeed er en dansk virksomhed, der er opfinder og specialist i fremstilling af keramiske kuglelejer til cykelsport og industrimaskiner. Disse hybridlejer kombinerer en lejeskål af stål med kugler af silicium nitrid. Selskabet, der har hovedsæde i Holstebro, blev officielt grundlagt i 2004 og fik i 2010 støtte af Elforsk-midlerne til at gennemføre en test af lejerne i et samarbejde med blandt andre Grundfos. Virksomheden solgte i 2017 sine produkter i 55 lande.
Fra 2018-sæsonen blev CeramicSpeed co-navnesponsor for cykelholdet Riwal Cycling Team.

## Historie
Den 11. november 1998 slår danske Jacob Csizmadia verdensrekorden i 24-timers inline speed skating med 505 km. Op til rekordforsøget havde han eksperimenteret med keramiske lejer, og monteret dem i hjullejerne på sine inline rulleskøjter.
I 2000 havde Csizmadia udviklet så meget på sin opfindelse, at han i efteråret fik Bjarne Riis og hans cykelhold Team Memory Card - Jack & Jones til at teste de keramiske lejer. I 2001-sæsonen benyttede Riis’ hold CSC-Tiscali for første gang de keramiske kuglelejer i et professionelt cykelløb, deriblandt Tour de France. Derefter har mange hold på UCI World Touren benyttet CeramicSpeeds produkter.
Efter en hård opstart lykkedes det i april 2004 for Jacob Csizmadia endelig at grundlægge firmaet CeramicSpeed, så hans produkter kunne sætte i større produktion.
I 2009 blev der opstartet produktion af kuglelejer til industrimaskiner.